# 荷兰比利·简·金杯代表队
荷兰比利·简·金杯代表队是代表荷兰参加女子网球世界杯比利·简·金杯（以前称为联合会杯）的队伍，由皇家荷兰草地网球协会负责组织管理和参赛。
荷兰首次参加联合会杯是在1963年。它们的最佳成绩是在1968年进入决赛，最终以3-0输给了澳大利亚，以及在1997年再次进入决赛，以4-1输给了法国，其中布伦达·舒尔茨-麦卡锡在单打比赛中击败了玛丽·皮尔斯。然而一年后荷兰队就见入了欧洲/非洲区一组，直到2013年才重新回到世界组。